# Gillellus inescatus
Gillellus inescatus is een straalvinnige vissensoort uit de familie van zandsterrenkijkers (Dactyloscopidae). De wetenschappelijke naam van de soort is voor het eerst geldig gepubliceerd in 2002 door Williams.